# ボクサー (バンド)
ボクサー（Boxer）は、1975年にキーボード奏者のマイク・パトゥとギタリストのオリー・ハルソールによって結成されたロック・バンドである。彼らはヴァージン・レコードと3枚のアルバムで契約し、『ビロウ・ザ・ベルト』（1975年）、ボビー・テンチとボズ・バレルをフィーチャーした『ブラッドレッティング』（1976年）、『アブソリュートリー』（1977年）を発表した。パトゥが病気にかかってしまい、『アブソリュートリー』発表後にバンドは崩壊した。
バンドはナイジェル・トーマスによってマネージメントされ、CBSと5年間で5枚のアルバム契約を結び、120万ポンドもの評価価値があると言われたものの、1979年3月4日のパトゥの死によって永遠に実行されることはなくなってしまった。活動期間中、ボクサーはアメリカとヨーロッパをツアーした。

## ディスコグラフィ

### スタジオ・アルバム
- 『ビロウ・ザ・ベルト』 - Below the Belt (1975年)
- 『ブラッドレッティング』 - Bloodletting (1976年)
- 『アブソリュートリー』 - Absolutely (1977年)

### シングル
- 「陶酔のボクサー」 - "All The Time In The World" (1975年)
- "Hey Bulldog (Stereo)" / "Hey Bulldog (Mono)" (1976年)
- "Everybody's A Star (So What's In A Name)" (1977年)